# Taylor (Alabama)
Taylor è un comune degli Stati Uniti d'America situato nelle contee di Houston, Geneva dello Stato dell'Alabama.